# Pimelodella parva
Pimelodella parva är en fiskart som beskrevs av Güntert 1942. Pimelodella parva ingår i släktet Pimelodella och familjen Heptapteridae. Inga underarter finns listade i Catalogue of Life.